# Lista de publicações de Rubem Alves

## Artigos sobre a obra de Rubem Alves
- Artigo Principal

### Filosofia da Religião
O Enigma da religião
Protestantismo e Repressão
Dogmatismo e Tolerância
O suspiro dos oprimidos
Perguntaram-me se acredito em Deus

### Teologia
Da Esperança
Creio na Ressurreição do corpo
Variações sobre a vida e a morte
Poesia, Profecia e Magia
Pai Nosso
O poeta, o Guerreiro e o Profeta

### Biografia
Gandhi: a magia dos gestos poéticos

### Filosofia da Ciência e da Educação
Conversas com quem gosta de ensinar
Estórias de quem gosta de ensinar
A alegria de ensinar
Conversas sobre educação
Por uma educação romântica
Entre a ciência e a sapiência
Filosofia da Ciência
Fomos maus alunos
A Pedagogia dos caracóis
Escola com que sempre sonhei sem imaginar que pudesse existir

### Meditações / Crônicas
Tempus Fugit
O retorno eterno
Lições de feitiçaria
O Quarto do Mistério
Sobre o tempo e a eterna idade
Desfiz 75 Anos
A festa de Maria
As contas de vidro e o fio de nylon
Cenas da Vida / Navegando
Concerto para corpo e alma
E aí? Cartas aos adolescentes e a seus pais
O amor que acende a lua
Ostra feliz não faz pérola
Transparências da Eternidade

### Literatura Infanto-juvenil
A operação de Lili
O patinho que não aprendeu a voar
O medo da sementinha
Os morangos
Como nasceu a alegria
A selva e o mar
A libélula e a tartaruga
A montanha encantada dos gansos selvagens
A volta do pássaro encantado
A planície e o abismo
Estórias de bichos
A menina e o pássaro encantado
A menina, a gaiola e a bicicleta
A pipa e a flor
A árvore e a aranha
A estória dos três porquinhos
O passarinho engaiolado
A história dos três porquinhos